# Werknesh Kidane
Werknesh Kidane, född den 7 januari 1981 i Tigray, är en etiopisk friidrottare som tävlar i långdistanslöpning.
Kidane deltog vid Olympiska sommarspelen 2000 i Sydney där hon var i final på 5 000 meter och slutade på en sjunde plats. Under 2003 var hon i final på 10 000 meter vid VM i Paris där hon blev silvermedaljör efter landsmanninan Berhane Adere på det nya personliga rekordet 30.07,15. 
Hon deltog även vid Olympiska sommarspelen 2004 där hon slutade fyra på 10 000 meter. Hennes senaste mästerskapsfinal var VM 2005 där hon blev sexa på tiden 30.32,47.